# Noctuelle exiguë
Spodoptera exigua
Espèce
La Noctuelle exiguë ou Noctuelle de la betterave (Spodoptera exigua) est une espèce de lépidoptères de la famille des Noctuidae.
Sous sa forme adulte (imago), c'est un papillon nocturne, tandis que sous sa forme larvaire, c'est une chenille connue pour être un insecte ravageur de plusieurs plantes cultivées, notamment le coton et la betterave, ce qui lui vaut le nom de Légionnaire de la betterave. La chenille est victime de guêpes parasitoïdes qui y pondent entre 15 et 50 œufs : quand les larves de guêpes éclosent, elles percent la cuticule du légionnaire de la betterave qui meurt la plupart du temps d'hémorragie ; pour combattre ces guêpes, Spodoptera exigua s'allie à un virus.

## Description

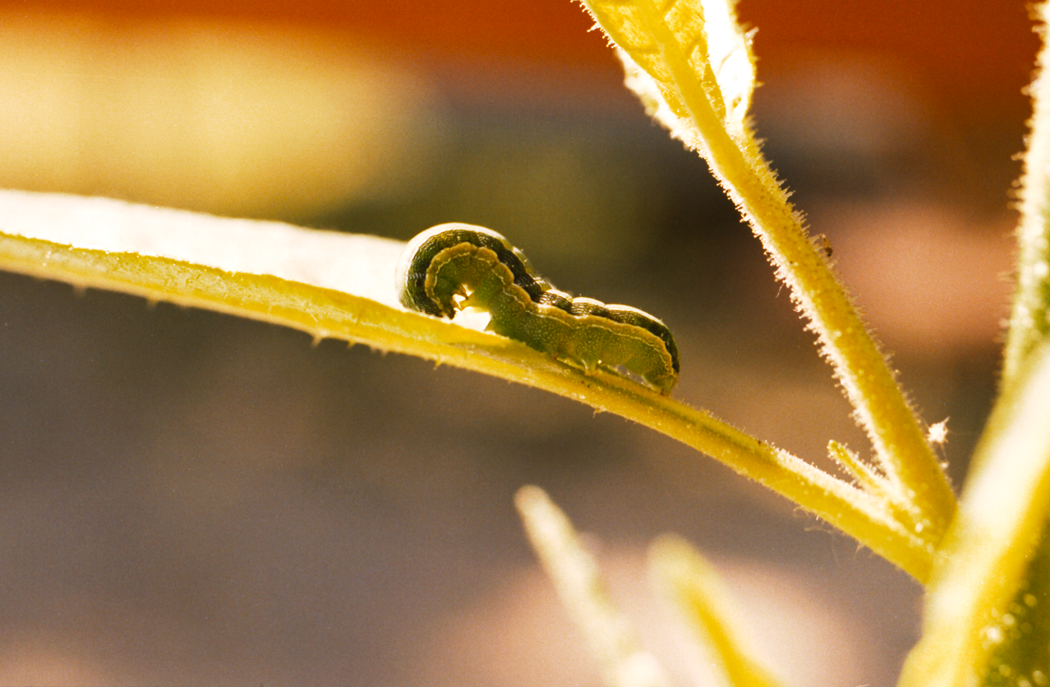
Chenille légionnaire de la betterave.

## Répartition
L'espèce est actuellement citée sur tous les continents sauf l'Antarctique.

## Philatélie
Ce papillon figure sur une émission de l'Angola de 1994 (27 000 Nkz.).